# The Byrds

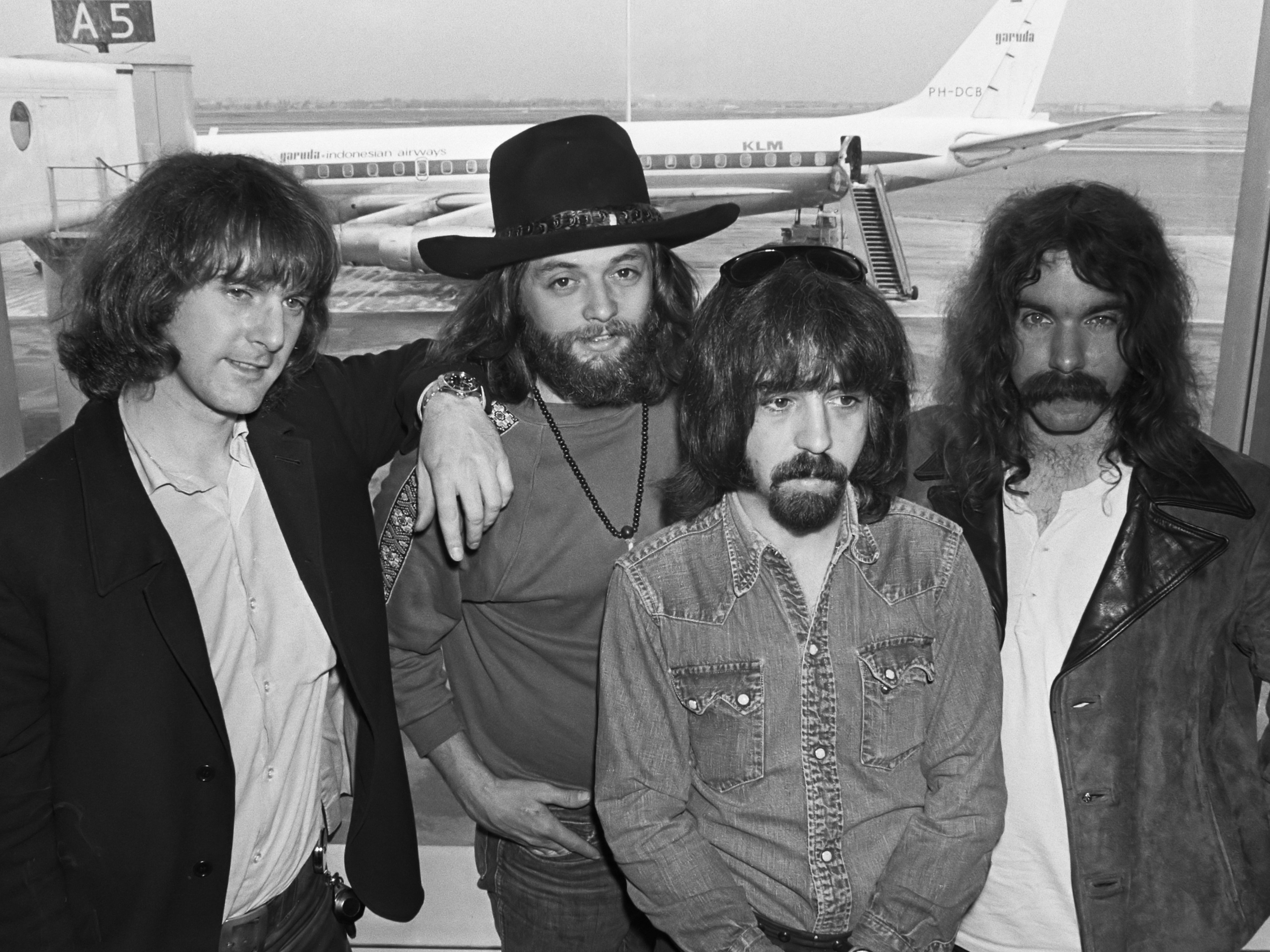
The Byrds in 1970: v.l.n.r. Roger McGuinn, Skip Battin, Clarence White, Gene Parsons

The Byrds was een Amerikaanse popgroep in de jaren 60 en 70 van de twintigste eeuw.

## Biografie

### Beginperiode
In de lente van 1964 speelde Roger McGuinn in folk café de Troubadour te Los Angeles nummers van The Beatles en werd daarbij gadegeslagen door Gene Clark, die hem voorstelde een duo te vormen. Samen met David Crosby begonnen ze nog hetzelfde jaar een groep die aanvankelijk The Jet Set heette, met Crosby op bas, McGuinn op 12-snarige gitaar en Clark op rhythm gitaar. Na enkele demo's en een geflopte single onder de naam The Beefeaters besloten ze een bassist en een drummer aan de groep toe te voegen. Op aanbeveling van producer Jim Dickinson werd Chris Hillman aan de groep toegevoegd en Crosby suggereerde drummer Michael Clarke aan te trekken; Clarke speelde destijds conga's, omdat hij nog geen eigen drumstel had. Laat in 1964 vond de groep haar definitieve naam: in navolging van de Beatles werd gekozenen voor een diersoort (birds, vogels) met in de spelling een afwijkende klinker.

### Folkrock
The Byrds wilden, vanwege de "Britse invasie", een Amerikaanse tegenhanger vormen van The Beatles en The Rolling Stones. De muziek kenmerkt zich door verschillende stromingen die samengebracht worden, vooral folk en rock, hetgeen folkrock opleverde. Veel van de nummers die de band uitbracht waren dan ook oorspronkelijk van folkartiesten als Pete Seeger en vooral Bob Dylan. De sound van The Byrds is voornamelijk geïnspireerd door de verfijnde samenzang en de typische 12-snarige gitaarsound van de Britse groep The Searchers.

### Psychedelica en bezettingwijzigingen
Vanaf 1966 ging de groep zijn eigen weg en begon de originele bezetting uiteen te vallen. Kort voor het uitkomen van de 'psychedelische' single Eight Miles High, vertrok Gene Clark wegens vliegangst, wat hem volgens McGuinn ongeschikt maakte als Byrd (niet alleen vanwege de naam van de groep, maar vooral, omdat hij niet meekon met tournees). Chris Hillman trad naar voren als derde zanger. 
Medio 1967 veranderde McGuinn zijn voornaam van het 'aardse' Jim naar het spirituele 'Roger' en speelde de band op het Monterey Pop Festival. David Crosby sprak er zich uit tegen het politieke klimaat in Amerika en trad tevens op met Buffalo Springfield als invaller voor ex-lid Neil Young. Deze acties en een poging om de band naar zijn hand te zetten, leidden ertoe dat Crosby drie maanden later uit de Byrds werd gezet. Anderhalf jaar later begon hij met Stephen Stills, Graham Nash en Neil Young de supergroep Crosby, Stills, Nash and Young. Ondertussen was ook Michael Clarke vertrokken en vonden de opnamen van The Notorious Byrd Brothers plaats.

### Countryrock
McGuinn en Hilmann gingen verder met vervangers onder wie Gram Parsons die begin 1968 tot de groep toetrad en country-invloeden met zich meebracht. Dit resulteerde in het album Sweetheart Of The Rodeo dat aanvankelijk matig werd ontvangen. Nashville, het middelpunt van de countrymuziek in de VS, was geschokt dat een popgroep in staat bleek om een dergelijk album uit te brengen. Pas in de jaren daarna werd duidelijk dat de groep hiermee in feite de grondlegger is geweest van het country-rock genre.
Gram Parsons vertrok echter binnen de kortste keren; hij weigerde door Zuid-Afrika te toeren vanwege het toen nog heersende apartheidsregime. Parsons stapte over naar The Flying Burrito Brothers, een voorbeeld dat gevolgd werd door Hillman. McGuinn bleef tot 1973 actief met een gewijzigde Byrds, maar de band had veel van zijn glans verloren.

### Breuk
In 1972 kwamen de oorspronkelijke leden weer bij elkaar voor plaatopnamen. Het album, simpelweg getiteld Byrds kwam in 1973 uit, vlak na de opheffing van de actuele Byrds en was geproduceerd door Crosby. Het was geen succes, omdat de eenheid in de songs en het typische Byrds-geluid ontbraken. Plannen voor een tournee en een duoalbum van McGuinn en Crosby werden afgeblazen.

### McGuinn, Clark & Hillman
Naar aanleiding van een gezamenlijke tournee (als soloartiesten) besloten McGuinn, Clark en Hillman als trio verder te gaan. Hun debuutalbum, McGuinn, Clark & Hillman, werd in 1979 uitgebracht en riep vergelijkingen met op met Crosby, Stills & Nash en in mindere mate de Eagles. Don't You Write Her Off haalde de hitlijsten. Gene Clark trok zich terug tijdens de opnamen van het vervolgalbum City en kreeg een vermelding als gastmuzikant. McGuinn en Hillman brachten als duo nog een album uit, voordat ze in 1981 uit elkaar gingen.

### Tributebands en rechtszaak
Ter gelegenheid van het twintigjarig jubileum van de single Hey Mr. Tambourine Man toerden Gene Clark en Michael Clarke in 1985 door Amerika met een tribute-band. Bij concerten werden ze al snel als The Byrds aangekondigd. Vervolgens kocht Michael Clarke de rechten op de groepsnaam en begon hij zijn eigen Byrds. McGuinn, Crosby en Hillman vonden dit publieksbedrog en besloten - tevergeefs - juridische stappen te ondernemen. In de aanloop naar de rechtszaak gaven ze in 1989 een aantal concerten als The Original Byrds. 

### Epiloog
Ondanks alle verwikkelingen kwam de originele bezetting in 1991 nog een keer bij elkaar om in de Rock & Roll Hall of Fame te worden ingehuldigd en een paar nummers te spelen. Kort daarna overleden Gene Clark (1991) en Michael Clarke (1993). McGuinn, Crosby & Hillman gaven in 2000 een laatste gezamenlijk concert. Crosby verwierf alsnog de rechten op de naam, maar McGuinn liet weten zijn Byrds-periode te hebben afgesloten. Op 19 januari 2023 overleed David Crosby op 81-jarige leeftijd.

## Discografie

### Singles
| Single met eventuele hitnotering(en) in de Nederlandse Top 40 | Datum van verschijnen | Datum van binnenkomst | Hoogste positie | Aantal weken | Opmerkingen |
| ------------------------------------------------------------- | --------------------- | --------------------- | --------------- | ------------ | ----------- |
| Mr. Tambourine Man                                            | 1965                  | 3 juli 1965           | 3               | 18           |             |
| All I Really Want to Do                                       | 1965                  | 4 september 1965      | 15              | 9            |             |
| Turn! Turn! Turn!                                             | 1965                  | 11 december 1965      | 15              | 10           |             |
| Set You Free This Time                                        | 1966                  | 26 maart 1966         | 33              | 2            |             |
| Eight Miles High                                              | 1966                  | 11 juni 1966          | 23              | 5            |             |
| Fifth Dimension                                               | 1966                  | 6 augustus 1966       | 33              | 2            |             |
| Mr. Spaceman                                                  | 1966                  | 22 oktober 1966       | 22              | 6            |             |
| So You Want To Be A Rock 'N Roll Star                         | 1967                  | 18 maart 1967         | 40              | 1            |             |
| My Back Pages                                                 | 1967                  | 27 juni 1967          | 19              | 6            |             |
| Jesus Is Just Alright                                         | 1970                  | 21 februari 1970      | 15              | 5            |             |
| Chestnut Mare                                                 | 1970                  | 18 december 1970      | 15              | 5            |             |
| I Trust                                                       | 1971                  | 19 juni 1971          | 22              | 4            |             |
| America's Great National Pastime                              | 1972                  | 29 januari 1972       | 34              | 2            | Alarmschijf |

### Albums
- Mr. Tambourine Man (1965)
- Turn! Turn! Turn! (1965)
- Fifth Dimension (1967)
- Younger than yesterday (1967)
- The Notorious Byrd Brothers (1968)
- Sweetheart of the Rodeo (1968)
- Dr. Byrds & Mr. Hyde (1969)
- Ballad of Easy Rider (1969)
- (Untitled) (1970)
- Byrdmaniax (1971)
- Farther Along (1971)
- Byrds (1973)

### NPO Radio 2 Top 2000
| Nummers met noteringen in de NPO Radio 2 Top 2000 | '99  | '00  | '01  | '02  | '03  | '04 | '05  | '06  | '07  | '08  | '09  | '10  | '11  | '12  | '13  | '14  | '15  | '16  | '17  | '18 | '19  |
| ------------------------------------------------- | ---- | ---- | ---- | ---- | ---- | --- | ---- | ---- | ---- | ---- | ---- | ---- | ---- | ---- | ---- | ---- | ---- | ---- | ---- | --- | ---- |
| All I Really Want to Do                           | -    | -    | -    | 1976 | -    | -   | -    | -    | -    | -    | -    | -    | -    | -    | -    | -    | -    | -    | -    | -   | -    |
| Eight Miles High                                  | 565  | 550  | 803  | 451  | 799  | 751 | 728  | 979  | 1007 | 821  | 1177 | 1226 | 1326 | 1718 | 1682 | 1954 | -    | -    | -    | -   | -    |
| Jesus Is Just Alright                             | 1445 | -    | 1786 | -    | 1948 | -   | -    | -    | 1778 | -    | -    | -    | -    | -    | -    | -    | -    | -    | -    | -   | -    |
| Mr. Spaceman                                      | -    | 1570 | -    | 1748 | -    | -   | -    | -    | -    | -    | -    | -    | -    | -    | -    | -    | -    | -    | -    | -   | -    |
| Mr. Tambourine Man                                | 302  | 277  | 323  | 324  | 349  | 281 | 365  | 472  | 439  | 375  | 696  | 485  | 707  | 1512 | 1009 | 1310 | 1720 | 1345 | 1586 | -   | 1840 |
| My Back Pages                                     | -    | 964  | 1118 | 960  | 960  | 895 | 1112 | 1267 | 1607 | 1191 | 1772 | 1647 | 1670 | -    | -    | -    | -    | -    | -    | -   | -    |
| Turn! Turn! Turn!                                 | 594  | 625  | 748  | 833  | 1031 | 907 | 1062 | 1137 | 1101 | 1025 | 1468 | 1285 | 1364 | 1468 | 1370 | 1676 | 1872 | 1940 | -    | -   | -    |

1. ↑  Een '-' betekent dat het nummer niet was genoteerd en een vetgedrukt getal geeft de hoogste notering van een nummer aan.
2. ↑  Deze tabel is bijgewerkt tot en met de laatste editie (2024).

## Bezetting
| 1964–1966 | Gene Clark – tamboerijn, zang, harmonica | Roger McGuinn – gitaar, zang | David Crosby – gitaar, zang   | Chris Hillman – bas, zang | Michael Clarke – drums     |
| 1966–1967 |                                          | Roger McGuinn – gitaar, zang | David Crosby – gitaar, zang   | Chris Hillman – bas, zang | Michael Clarke – drums     |
| 1967      | Gene Clark - gitaar, zang, harmonica     | Roger McGuinn – gitaar, zang |                               | Chris Hillman – bas, zang | Michael Clarke – drums     |
| 1967–1968 |                                          | Roger McGuinn – gitaar, zang |                               | Chris Hillman – bas, zang | Michael Clarke – drums     |
| 1968      |                                          | Roger McGuinn – gitaar, zang |                               | Chris Hillman – bas, zang | Kevin Kelley - drums       |
| 1968      | Gram Parsons – gitaar, piano, zang       | Roger McGuinn – gitaar, zang |                               | Chris Hillman – bas, zang | Kevin Kelley - drums       |
| 1968      |                                          | Roger McGuinn – gitaar, zang | Clarence White - gitaar, zang | Chris Hillman – bas, zang | Kevin Kelley - drums       |
| 1968–1969 |                                          | Roger McGuinn – gitaar, zang | Clarence White - gitaar, zang | John York – bas, zang     | Gene Parsons – drums, zang |
| 1969–1972 |                                          | Roger McGuinn – gitaar, zang | Clarence White - gitaar, zang | Skip Battin – bas, zang   | Gene Parsons – drums, zang |
| 1972–1973 |                                          | Roger McGuinn – gitaar, zang | Clarence White - gitaar, zang | Skip Battin – bas, zang   | John Guerin – drums        |
| 1973      |                                          | Roger McGuinn – gitaar, zang | Clarence White - gitaar, zang | Chris Hillman - bas, zang | Joe Lala - drums           |
| 1973      | Gene Clark – tamboerijn, zang, harmonica | Roger McGuinn – gitaar, zang | David Crosby – gitaar, zang   | Chris Hillman - bas, zang | Michael Clarke – drums     |
| 1989-1990 |                                          | Roger McGuinn – gitaar, zang | David Crosby – gitaar, zang   | Chris Hillman - bas, zang |                            |